# نیروی دریایی قبرس
نیروی دریایی قبرس (یونانی: Διοίκηση Αεροπορίας Κύπρου) نیروی دریایی زیرمجموعه گارد ملی قبرس است، که فعالیت خود را از سال ۱۹۶۴ آغاز کرد.